# Georgia megyéinek listája

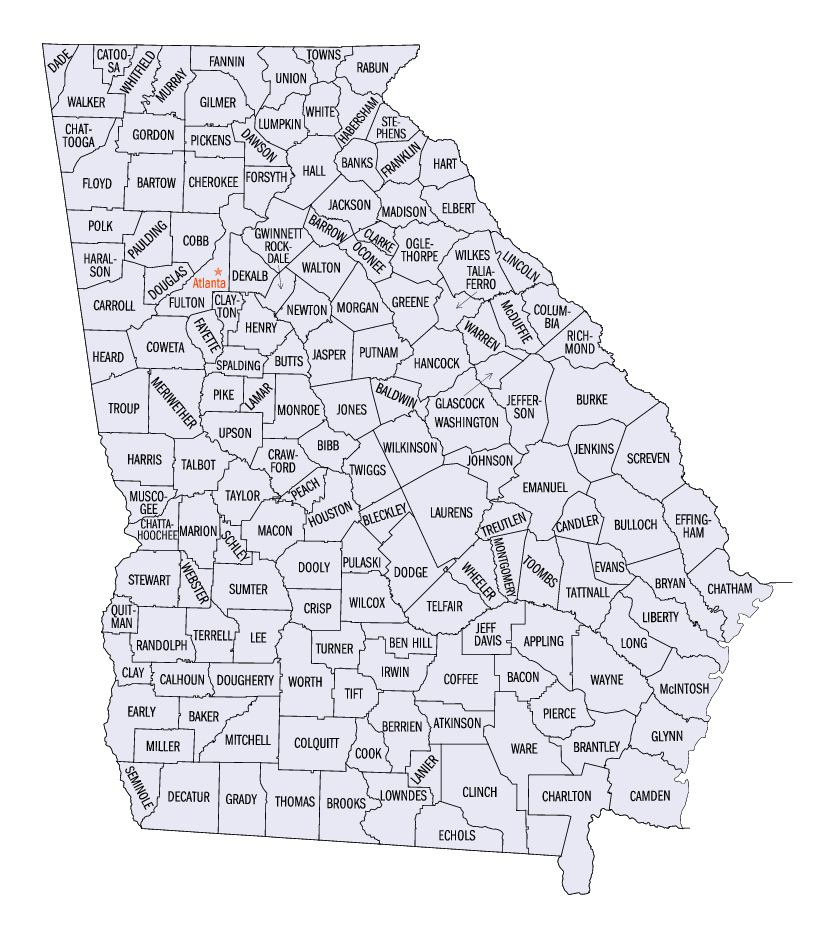
Georgia megyéi

Az Amerikai Egyesült Államok Georgia állama 159 megyével rendelkezik. Georgia állam alkotmányán belül mindezen megyék saját belső szabályzattal rendelkeznek, belső ügyeik megoldására. Hat összevont város-megye is létezik Georgiában. Ezek Athens és Clarke megye, Augusta és Richmond megye, Columbus és Muscogee megye, Georgetown és Quitman megye, Statenville és Echols megye, valamint Cusseta és Chattahoochee megye.

## Történelem
Georgia rendelkezik a második legtöbb megyével az Egyesült Államokban Texas után, ami 254 megyét birtokol. (Lásd: Texas megyéinek listája) Az egyik tradicionális oka, hogy ennyi megye és pont ezeken a helyeken jött létre az, hogy a megyéket akkorára kellett szabni, hogy a farmerek eljuthassanak a megyei központba, aztán haza egy nap alatt, lóháton, vagy kocsin. Azonban Georgia megyéi közül huszonöt a 20. század első negyedében jött létre, a vasút, az automobilok és a buszok használatba vétele után. Ezen megyék alapítását többnyire politikai okokra vezetik vissza. Az utolsónak alapított megye Georgiában Peach megye, amit 1924-ben hoztak létre.
A megyék számának elburjánzása Georgiában ahhoz vezetett, hogy az állam alkotmányában szabták meg a megyék maximális számát. A legfrissebb ilyen szabályozás, amit 1945-ben ratifikáltak, maximálisan 159 megyét engedélyez, annak ellenére, hogy 1924 és 1931 között 161 megye volt az államban. A konszolidáció során mind Campbell, mind Milton megyét Fulton megyébe annektálták 1932-ben, pénzügyi okokból a nagy gazdasági világválság idején, mivel ezen két megye kormánya már csőd-közelben állt.
Fulton megyéhez tartozik Atlanta is, úgyhogy az állam fővárosa és a külvárosai segíthették a rurális területek helyreállítását, aminek a fedezésére csak rendkívül kevés bevétel érkezett a szóban forgó területekről.

## A megyék neveinek változása
Néhány megye Georgiában megváltoztatta a nevét a történelem folyamán. Jasper megye neve eredetileg Randolph megye volt. A mai Randolph megyét később alapították. Webster megye valaha Kinchafoonee megye volt, a régi Cass megyét pedig Bartow megyévé nevezték át.

## Felszámolt megyék
- St. George, St. Mary’s, St. Thomas, St. Phillip, Christ Church, St. David, St. Matthews, St. Andrew, St. James, St. Johns és St. Paul parishek mind 1777-ben kerültek felszámolásra, míg a többi megyét csak később alapították
- Campbell megyét (1828-1932) 1828-ban hozták létre Carroll és Coweta megye egyesítéséből, a Chattahoochhe-folyótól északnyugatra lévő része 1870-ben átkerült Douglas megyéhez, a fennmaradó részét pedig Fulton megye kapta meg 1932-ben.
- Milton megye (1857-1932) Cobb megye északkeleti, Cherokee megye északkeleti és Forsyth megye északnyugati részéből jött létre 1857-ben (később megszerezve DeKalb megye északi részét), 1932-ben pedig Fulton megye északi része lett.

Ezen kívül volt egy korábbi Walton megye Georgiában, ami a mai Nyugat-Észak-Karolina területén fekszik. A Georgia és Észak-Karolina között lezajlott csetepaté, amelyet Walton háborúnak is neveznek, 1810-ben, amely után Georgia lemondott a terület birtoklásáról.

## Megyék listája
| Megye neve          | FIPS-kód | Megyeközpont   | Alapítva | Eredet | Névadó | Népesség (2010) | Terület | Térkép |
| ------------------- | -------- | -------------- | -------- | --- | --- | --------------- | ------- | ------ |
| Appling megye       | 001      | Baxley         | 1818     | A Creek indiánoktól Fort Jackson szerződéssel 1814-ben és Creek Agency 1818-as szerződése által megszerzett terület.      | Daniel Appling ezredes (1787 – 1818), az 1812. évi háború hőse. | 17 419 fő       | 509 km² |        |
| Atkinson megye      | 003      | Pearson        | 1917     | Clinch és Coffee megyék                                                                                                   | William Yates Atkinson (1854 – 1899), Georgia kormányzója (1894 – 1898) és a Georgiai Képviselőház szóvivője.                                                      | 7609 fő         | 338 km² |        |
| Bacon megye         | 005      | Alma           | 1914     | Appling, Pierce és Ware megyék                                                                                            | Augustus Octavius Bacon (1839 – 1914), szövetségi szenátor (1895 – 1914).                                                                                          | 10 103 fő       | 285 km² |        |
| Baker megye         | 007      | Newton         | 1825     | Early megye | John Baker ezredes (?-1792), az amerikai függetlenségi háború hőse.                                                                                                | 4074 fő         | 343 km² |        |
| Baldwin megye       | 009      | Milledgeville  | 1803     | A creek indiánoktól 1802-ben és 1805-ben szerzett terület.                                                                | Abraham Baldwin (1754 – 1807), alapító atya, szövetségi szenátor (1799 – 1807), az amerikai alkotmányt aláíró georgiai küldöttek egyike.                           | 44 700 fő       | 258 km² |        |
| Banks megye         | 011      | Homer          | 1858     | Franklin és Habersham megyék                                                                                              | Dr. Richard Banks (1784 – 1850), helyi orvos, aki kezelte a himlővel fertőzött indiánokat.                                                                         | 14 422 fő       | 234 km² |        |
| Barrow megye        | 013      | Winder         | 1914     | Gwinnett, Jackson és Walton megyék.                                                                                       | "Uncle Dave" Ifj. David Crenshaw Barrow (1852 – 1929), a Georgiai Egyetem kancellára (1906 – 1929).                                                                | 46 144 fő       | 162 km² |        |
| Bartow megye        | 015      | Cartersville   | 1832     | Cherokee megye 1832-es szerzeményeiből. Eredetileg Cass megye Lewis Cass tábornok után.                                   | Francis S. Bartow tábornok (1816 – 1861), konföderációs politikai vezető és az első tábornok, akit megöltek az amerikai polgárháborúban.                           | 76 019 fő       | 460 km² |        |
| Ben Hill megye      | 017      | Fitzgerald     | 1906     | Irwin és Wilcox megyék.                                                                                                   | Benjamin Harvey Hill (1823 – 1882), szövetségi szenátor (1877 – 1882).                                                                                             | 17 484 fő       | 252 km² |        |
| Berrien megye       | 019      | Nashville      | 1856     | Coffee, Irwin és Lowndes megyék.                                                                                          | John MacPherson Berrien (1781 – 1856), szövetségi szenátor és szövetségi államügyész.                                                                              | 16 235 fő       | 452 km² |        |
| Bibb megye          | 021      | Macon          | 1822     | Houston, Jones, Monroe és Twiggs megyék területei.                                                                        | Dr. William Wyatt Bibb (1780 – 1820), Alabama első kormányzója és szövetségi szenátor.                                                                             | 153 887 fő      | 250 km² |        |
| Bleckley megye      | 023      | Cochran        | 1912     | Pulaski megye. | Logan Edwin Bleckley (1827 – 1907), Georgia Legfelsőbb Bíróságának elnöke.                                                                                         | 11 666 fő       | 217 km² |        |
| Brantley megye      | 025      | Nahunta        | 1920     | Charlton, Pierce és Wayne megyék.                                                                                         | William Gordon Brantley (1860 – 1934), szövetségi kongresszusi képviselő.                                                                                          | 14 629 fő       | 444 km² |        |
| Brooks megye        | 027      | Quitman        | 1858     | Lowndes és Thomas megyék.                                                                                                 | Preston S. Brooks kapitány (1819 – 1857), a mexikói–amerikai háború hőse és kongresszusi képviselő Dél-Karolinából.                                                | 16 450 fő       | 494 km² |        |
| Bryan megye         | 029      | Pembroke       | 1793     | Chatham megye | Jonathan Bryan (1708 – 1788), gyarmati telepes és híres képviselő.                                                                                                 | 23 417 fő       | 442 km² |        |
| Bulloch megye       | 031      | Statesboro     | 1796     | Bryan és Screven megyék.                                                                                                  | Archibald Bulloch (1729 – 1777), az amerikai függetlenségi háború katonája, a georgiai képviselőház szóvivője, Georgia kormányzója (1775 – 1777).                  | 55 983 fő       | 683 km² |        |
| Burke megye         | 033      | Waynesboro     | 1777     | Eredetileg St George parish.                                                                                              | Edmund Burke (1729 – 1797), brit politikai filozófus és parlamenti képviselő, aki az amerikai függetlenséggel szimpatizált.                                        | 22 243 fő       | 831 km² |        |
| Butts megye         | 035      | Jackson        | 1825     | Henry és Monroe megyék.                                                                                                   | Samuel Butts kapitány (1777 – 1814), a creek háború hőse. | 19 522 fő       | 187 km² |        |
| Calhoun megye       | 037      | Morgan         | 1854     | Early és Baker megyék. | John C. Calhoun (1782 – 1850), kongresszusi képviselő, szövetségi szenátor, az Egyesült Államok alelnöke Dél-Karolinából.                                          | 6320 fő         | 280 km² |        |
| Camden megye        | 039      | Woodbine       | 1777     | St Mary és St Thomas parisek.                                                                                             | Sir Charles Pratt, Camden első earlje (1714 – 1794), Nagy-Britannia miniszterelnöke, aki szimpatizált az amerikai függetlenségi háború indítékaival.               | 43 664 fő       | 630 km² |        |
| Candler megye       | 043      | Metter         | 1914     | Bulloch, Emanuel és Tattnall megyék.                                                                                      | Allen Daniel Candler (1834 – 1910), állami törvényhozó, szövetségi kongresszusi képviselő és Georgia kormányzója (1898 – 1902).                                    | 9577 fő         | 247 km² |        |
| Carroll megye       | 045      | Carrollton     | 1826     | A creek indiánoktól az 1825-ös Indian Springs-i szerződéssel megszerzett területekből hozta létre az állami törvényhozás. | Charles Carroll (1737 – 1832), a függetlenségi nyilatkozat legtovább életben maradt aláírója.                                                                      | 87 268 fő       | 499 km² |        |
| Catoosa megye       | 047      | Ringgold       | 1853     | Walker és Whitfield megyék.                                                                                               | Catoosa, cherokee törzsfőnök. | 53 282 fő       | 162 km² |        |
| Charlton megye      | 049      | Folkston       | 1854     | Camden megye. | Robert Milledge Charlton (1807 – 1854), jogász, szövetségi szenátor (1852 – 1854) és Savannah polgármestere.                                                       | 10 282 fő       | 781 km² |        |
| Chatham megye       | 051      | Savannah       | 1777     | Christ Church és St Philip parish-ek.                                                                                     | William Pitt Chatham első earlje (1708 – 1778), brit miniszterelnök, aki szimpatizált a függetlenségi háború céljaival.                                            | 232 048 fő      | 440 km² |        |
| Chattahoochee megye | 053      | Cusseta        | 1854     | Muscogee és Marion megyék.                                                                                                | A Chattahoochee-folyó, ami a megye (és az állam) nyugati határát képzi.                                                                                            | 14 882 fő       | 249 km² |        |
| Chattooga megye     | 055      | Summerville    | 1838     | Walker és Floyd megyék.                                                                                                   | A Chattooga-folyó. | 25 470 fő       | 314 km² |        |
| Cherokee megye      | 057      | Chanton        | 1831     | Cherokee szerzemény 1831-ben.                                                                                             | A Cherokee nép, ami 1831-ig autonómiával rendelkezett az állam ezen részén.                                                                                        | 141 903 fő      | 424 km² |        |
| Clarke megye        | 059      | Athens         | 1801     | Jackson megye. | Elijah Clarke (1733 – 1799), a függetlenségi háború hőse. | 101 489 fő      | 121 km² |        |
| Clay megye          | 061      | Fort Gaines    | 1854     | Randolph és Early megyék.                                                                                                 | Henry Clay (1777 – 1852), külügyminiszter, a szövetségi képviselőházi szóvivő és Kentucky szenátora.                                                               | 3357 fő         | 195 km² |        |
| Clayton megye       | 063      | Jonesboro      | 1858     | Fayette és Henry megyék.                                                                                                  | Augustin Smith Clayton (1783 – 1839), helyi jogász és szövetségi kongresszusi képviselő.                                                                           | 236 517 fő      | 143 km² |        |
| Clinch megye        | 065      | Homerville     | 1850     | Lowndes és Ware megyék.                                                                                                   | Duncan Lamont Clinch tábornok (1784 – 1849), az 1812. évi háború és a seminole háború hőse, szövetségi kongresszusi képviselő.                                     | 6878 fő         | 809 km² |        |
| Cobb megye          | 067      | Marietta       | 1832     | Cherokee megye | Thomas Willis Cobb ezredes (1784 – 1835), az 1812. évi háború hőse és szövetségi kongresszusi képviselő.                                                           | 607 751 fő      | 340 km² |        |
| Coffee megye        | 069      | Douglas        | 1854     | Clinch, Irwin, Telfair és Ware megyék.                                                                                    | John E. Coffee tábornok (1782 – 1836), az 1812. évi háború hőse.                                                                                                   | 37 413 fő       | 599 km² |        |
| Colquitt megye      | 071      | Moultrie       | 1856     | Thomas és Lowndes megyék.                                                                                                 | Walter Terry Colquitt (1799 – 1855), metodista lelkész és szövetségi szenátor.                                                                                     | 42 053 fő       | 552 km² |        |
| Columbia megye      | 073      | Appling        | 1790     | Richmond megye | Kolumbusz Kristóf (1446 – 1506). | 89 288 fő       | 290 km² |        |
| Cook megye          | 075      | Adel           | 1918     | Berrien megye. | Philip Cook tábornok (1817 – 1894), konföderációs tábornok és külügyminiszter.                                                                                     | 15 771 fő       | 229 km² |        |
| Coweta megye        | 077      | Newnan         | 1826     | Az 1825-ben az Indian Springs-i szerződéssel és az 1826-ban megszerzett creek területek.                                  | A Creek indiánok coweta törzse és városuk Columbus közelében. | 89 215 fő       | 443 km² |        |
| Crawford megye      | 079      | Knoxville      | 1822     | Houston megye. | William Harris Crawford (1772 – 1834), szövetségi szenátor, párizsi nagykövet és pénzügyminiszter.                                                                 | 12 495 fő       | 325 km² |        |
| Crisp megye         | 081      | Cordele        | 1905     | Dooly megye. | Charles Frederick Crisp (1845 – 1896), a képviselőház szóvivője.                                                                                                   | 21 996 fő       | 274 km² |        |
| Dade megye          | 083      | Trenton        | 1837     | Walker megye | Francis L. Dade őrnagy (1793 – 1835), a seminole háború hőse. | 15 154 fő       | 174 km² |        |
| Dawson megye        | 085      | Dawsonville    | 1857     | Gilmer és Lumpkin megyék.                                                                                                 | William Crosby Dawson (1798 – 1857), szövetségi szenátor (1849 – 1855) és az állami törvényhozás tagja.                                                            | 15 999 fő       | 211 km² |        |
| Decatur megye       | 087      | Bainbridge     | 1823     | Early megye | Stephen Decatur sorhajókapitány (1779 – 1820), a berber kalózok elleni háború hőse a korai 1800-as években.                                                        | 28 240 fő       | 597 km² |        |
| DeKalb megye        | 089      | Decatur        | 1822     | Henry, Gwinnett és Fayette megyék.                                                                                        | Johann DeKalb „báró” (1721 – 1780) Lafayette márki német kísérője és a gyarmati háborúk főfelügyelője.                                                             | 665 865 fő      | 268 km² |        |
| Dodge megye         | 091      | Eastman        | 1870     | Montgomery, Pulaski és Telfair megyék.                                                                                    | William Earle Dodge (1805 – 1883), New York-i üzletember, a Phelps, Dodge, and Company, egy bányászati és fémipari cég társalapítója.                              | 19 171 fő       | 501 km² |        |
| Dooly megye         | 093      | Vienna         | 1821     | Az 1821-es creek szerzemény része.                                                                                        | John Dooly ezredes (1740 – 1780), a függetlenségi háború hőse. | 11 525 fő       | 393 km² |        |
| Dougherty megye     | 095      | Albany         | 1853     | Baker megye | Charles Dougherty (1801 – 1853), athensi bíró. | 96 065 fő       | 330 km² |        |
| Douglas megye       | 097      | Douglasville   | 1870     | Campbell és Carroll megyék                                                                                                | Stephen Arnold Douglas (1813 – 1861), illinois-i demokrata kongresswzusi képviselő, aki Abraham Lincolnnal szemben indult az 1860-as elnökválasztáson.             | 92 174 fő       | 199 km² |        |
| Early megye         | 099      | Blakely        | 1818     | 1814-es creek szerzemény                                                                                                  | Peter Early (1773 – 1817), Georgia tizedik kormányzója. | 12 354 fő       | 511 km² |        |
| Echols megye        | 101      | Statenville    | 1858     | Clinch és Lowndes megyék                                                                                                  | Robert M. Echols tábornok (1798 – 1847), az állami törvényhozás tagja és a mexikói-amerikai háború hőse.                                                           | 3754 fő         | 404 km² |        |
| Effingham megye     | 103      | Springfield    | 1777     | St Mathew és St Philip parish-ek.                                                                                         | Thomas Howard, Effingham harmadik earlje (1746–1791), aki szimpatizált a függetlenségi törekvésekkel.                                                              | 37 535 fő       | 480 km² |        |
| Elbert megye        | 105      | Elberton       | 1790     | Wilkes megye | Samuel Elbert (1740 – 1788) a függetlenségi háború tábornoka, 1785-től Georgia kormányzója.                                                                        | 20 511 fő       | 369 km² |        |
| Emanuel megye       | 107      | Swainsboro     | 1812     | Bulloch és Montgomery megyék                                                                                              | David Emanuel ezredes (1744 – 1808), 1801-től Georgia kormányzója.                                                                                                 | 21 837 fő       | 686 km² |        |
| Evans megye         | 109      | Claxton        | 1914     | Bulloch és Tattnall megye                                                                                                 | Clement Anselm Evans tábornok (1832 – 1911), a polgárháború hőse és az Egyesült Konföderációs Veteránok vezetője.                                                  | 10 495 fő       | 185 km² |        |
| Fannin megye        | 111      | Blue Ridge     | 1854     | Gilmer és Union megyék | James Walker Fannin Jr. ezredes (1809 – 1836), a texasi forradalom hőse.                                                                                           | 19 798 fő       | 386 km² |        |
| Fayette megye       | 113      | Fayetteville   | 1821     | 1821-es creek szerzemény.                                                                                                 | Gilbert du Motier de La Fayette (1757 – 1834), az amerikai függetlenségi háború francia hőse.                                                                      | 91 263 fő       | 197 km² |        |
| Floyd megye         | 115      | Rome           | 1832     | Cherokee megye | John Floyd tábornok (1769 – 1839), katona és szövetségi kongresszusi képviselő.                                                                                    | 90 565 fő       | 513 km² |        |
| Forsyth megye       | 117      | Cumming        | 1832     | Cherokee megye | John Forsyth (1780 – 1841), külügyminiszter Martin Van Buren elnöksége idején.                                                                                     | 98 407 fő       | 226 km² |        |
| Franklin megye      | 119      | Carnesville    | 1784     | 1783-as Cherokee és Creek szerzemények.                                                                                   | Benjamin Franklin (1706–1790), író, feltaláló, publicista és az alapító atyák egyike.                                                                              | 20 285 fő       | 263 km² |        |
| Fulton megye        | 121      | Atlanta        | 1853     | DeKalb megye és a korábbi Campbell és Milton megyék és Cobb megye területei.                                              | Robert Fulton, mérnök, a gőzhajó feltalálója. | 816 006 fő      | 529 km² |        |
| Gilmer megye        | 123      | Ellijay        | 1832     | Cherokee megye | George Rockingham Gilmer (1780 – 1859), Georgia tizenhatodik kormányzója.                                                                                          | 23 456 fő       | 427 km² |        |
| Glascock megye      | 125      | Gibson         | 1857     | Warren megye | Thomas Glascock tábornok (1780 – 1841), az 1812-es háború és az 1817-es seminole háború hőse, szövetségi kongresszusi képviselő.                                   | 2556 fő         | 144 km² |        |
| Glynn megye         | 127      | Brunswick      | 1777     | St David és St Patrick parish-ek.                                                                                         | John Glynn (1722 – 1779), ügyvéd, a brit parlament képviselője, aki szimpatizált az amerikai függetlenségi háború okaival.                                         | 67 568 fő       | 422 km² |        |
| Gordon megye        | 129      | Calhoun        | 1850     | Cass (ma Bartow) és Floyd megyék.                                                                                         | William Washington Gordon (1796–1842), a Central of Georgia Railroad első elnöke.                                                                                  | 44 104 fő       | 355 km² |        |
| Grady megye         | 131      | Cairo          | 1905     | Decatur és Thomas megyék.                                                                                                 | Henry Woodfin Grady (1850 – 1889), híres szónok. Az Atlanta Alkotmány szerkesztője.                                                                                | 23 659 fő       | 458 km² |        |
| Greene megye        | 133      | Greensboro     | 1786     | Washington megye | Nathanael Greene tábornok (1742 – 1786), az függetlenségi háború hőse.                                                                                             | 14 406 fő       | 388 km² |        |
| Gwinnett megye      | 135      | Lawrenceville  | 1818     | 1817-es cherokee és 1818-as creek szerzemény.                                                                             | Button Gwinnett (1735–1777), Georgia egyik küldötte a Kontinentális Kongresszuson, a függetlenségi nyilatkozat aláírója.                                           | 757 104 fő      | 433 km² |        |
| Habersham megye     | 137      | Clarkesville   | 1818     | 1817-es és 1819-es cherokee szerzemény.                                                                                   | Joseph Habersham ezredes (1751 – 1815), a függetlenségi háború hőse és George Washington kabinetjének főpostamestere.                                              | 35 902 fő       | 278 km² |        |
| Hall megye          | 139      | Gainesville    | 1818     | 1817-es és 1819-es cherokee szerzemény.                                                                                   | Dr. Lyman Hall (1724 – 1790), Georgia küldötte a Kontinentális Kongresszuson, a függetlenségi nyilatkozat aláírója. 1783-tól Georgia kormányzója.                  | 139 277 fő      | 394 km² |        |
| Hancock megye       | 141      | Sparta         | 1793     | Greene és Washington megyék                                                                                               | John Hancock (1737 – 1793), a Kontinentális Kongresszus elnöke és a függetlenségi nyilatkozat első aláírója.                                                       | 10 076 fő       | 473 km² |        |
| Haralson megye      | 143      | Buchanan       | 1856     | Carroll és Polk megyék.                                                                                                   | Hugh Anderson Haralson tábornok (1805 – 1854), szövetségi kongresszusi képviselő.                                                                                  | 25 690 fő       | 282 km² |        |
| Harris megye        | 145      | Hamilton       | 1827     | Muscogee és Troup megyék.                                                                                                 | Charles Harris (1772 – 1827), Savannah-i jogász. | 23 695 fő       | 464 km² |        |
| Hart megye          | 147      | Hartwell       | 1853     | Elbert és Franklin megyék.                                                                                                | Nancy Morgan Hart (1735 – 1830), a függetlenségi háború hőse. | 22 997 fő       | 232 km² |        |
| Heard megye         | 149      | Franklin       | 1830     | Carroll, Coweta és Troup megyék.                                                                                          | Stephen Heard (1740 – 1815), a függetlenségi háború hőse. | 11 012 fő       | 296 km² |        |
| Henry megye         | 151      | MyDonough      | 1821     | 1821-es creek szerzemény.                                                                                                 | Patrick Henry (1736 – 1799), ügyvéd, szónok, az alapító atyák egyike.                                                                                              | 119 341 fő      | 323 km² |        |
| Houston megye       | 153      | Perry          | 1821     | 1821-es creek szerzemény.                                                                                                 | John Houstoun (1744–1796), a Kontinentális Kongresszus tagja, 1778-tól Georgia kormányzója.                                                                        | 110 765 fő      | 377 km² |        |
| Irwin megye         | 155      | Ocilla         | 1818     | 1814-es és 1818-as creek szerzemény.                                                                                      | Jared Irwin (1751 – 1818), Georgia kormányzója a Yazoo Act idején, 1796-ban.                                                                                       | 9931 fő         | 357 km² |        |
| Jackson megye       | 157      | Jefferson      | 1796     | Franklin megye | James Jackson tábornok (1757 – 1806), a függetlenségi háború hőse.                                                                                                 | 41 589 fő       | 342 km² |        |
| Jasper megye        | 159      | Monticello     | 1807     | Baldwin megye | William Jasper őrmester (1750–1779), a függetlenségi háború hőse.                                                                                                  | 11 426 fő       | 370 km² |        |
| Jeff Davis megye    | 161      | Hazlehurst     | 1905     | Appling és Coffee megyék.                                                                                                 | Jefferson Davis (1808 – 1889), az Amerikai Konföderációs Államok első és egyetlen elnöke.                                                                          | 12 684 fő       | 333 km² |        |
| Jefferson megye     | 163      | Louisville     | 1796     | Burke és Warren megyék.                                                                                                   | Thomas Jefferson (1743 – 1826), az Egyesült Államok harmadik elnöke.                                                                                               | 17 266 fő       | 528 km² |        |
| Jenkins megye       | 165      | Millen         | 1905     | Bulloch, Burke, Emanuel és Screven megyék.                                                                                | Charles Jones Jenkins (1805 – 1883), Georgia kormányzója, a híres 1850-es Georgia Platform szerzője.                                                               | 8575 fő         | 350 km² |        |
| Johnson megye       | 167      | Wrightsville   | 1858     | Emanuel, Laurens és Washington megyék.                                                                                    | Herschel Vespasian Johnson (1812 – 1880), szövetségi szenátor és Georgia kormányzója.                                                                              | 8560 fő         | 304 km² |        |
| Jones megye         | 169      | Gray           | 1807     | Baldwin megye | James Jones (1769 – 1801), szövetségi kongresszusi képviselő. | 23 639 fő       | 394 km² |        |
| Lamar megye         | 171      | Bernesville    | 1920     | Monroe és Pike megyék. | Lucius Quintus Cincinnatus Lamar (1825 – 1893), szövetségi szenátor és az Egyesült Államok Legfelsőbb Bíróságának tagja.                                           | 15 912 fő       | 185 km² |        |
| Lanier megye        | 173      | Lakeland       | 1920     | Berrien, Clinch és Lowndes megyék.                                                                                        | Sidney Lanier (1842–1881), híres jogász, nyelvész, matematikus és zenész.                                                                                          | 7241 fő         | 187 km² |        |
| Laurens megye       | 175      | Dublin         | 1807     | Wilkinson megye | John Laurens ezredes (1754 – 1782), George Washington segédtisztje a függetlenségi háború alatt.                                                                   | 44 874 fő       | 813 km² |        |
| Lee megye           | 177      | Leesburg       | 1826     | 1826-os creek szerzemény.                                                                                                 | Richard Henry Lee tábornok (1732–1794), a függetlenségi háború hőse.                                                                                               | 24 757 fő       | 356 km² |        |
| Liberty megye       | 179      | Hinesville     | 1777     | St Andrew, St James és St John parish-ek.                                                                                 | Midway polgárainak hősiessége nyomán a függetlenség kivívásában.                                                                                                   | 61 610 fő       | 519 km² |        |
| Lincoln megye       | 181      | Lincolnton     | 1796     | Wilkes megye | Benjamin Lincoln tábornok (1733 – 1810), a függetlenségi háború hőse.                                                                                              | 8348 fő         | 211 km² |        |
| Long megye          | 183      | Ludowici       | 1920     | Liberty megye | Dr. Crawford Williamson Long (1815 – 1878), az első ember, aki fogászati érzéstelenítőként használta a dietil-étert 1842-ben.                                      | 10 304 fő       | 401 km² |        |
| Lowndes megye       | 185      | Valdosta       | 1825     | Irwin megye | William Jones Lowndes (1782 – 1822), az Egyesült Államok megalakulásának első éveiben Dél-Karolina körüli afférok prominens személyisége.                          | 92 115 fő       | 504 km² |        |
| Lumpkin megye       | 187      | Dahlonega      | 1832     | Cherokee, Habersham és Hall megyék.                                                                                       | Wilson Lumpkin (1783 – 1870), Georgia kormányzója és szövetségi szenátor.                                                                                          | 21 016 fő       | 284 km² |        |
| Macon megye         | 193      | Oglethorpe     | 1837     | Houston és Marion megyék.                                                                                                 | Nathaniel Macon tábornok (1758 – 1837), a Képviselőház szóvivője és szövetségi szenátor.                                                                           | 14 074 fő       | 403 km² |        |
| Madison megye       | 195      | Danielsville   | 1811     | Clarke, Elbert, Franklin, Jackson és Oglethorpe megyék.                                                                   | James Madison (1751 – 1836), az Egyesült Államok negyedik elnöke és az alkotmány fő szerzője.                                                                      | 25 730 fő       | 284 km² |        |
| Marion megye        | 197      | Buena Vista    | 1827     | Lee és Muscogee megyék.                                                                                                   | Francis Marion tábornok (1732 – 1795), a "Mocsári Róka", a függetlenségi háború hőse.                                                                              | 7144 fő         | 367 km² |        |
| McDuffie megye      | 189      | Thomson        | 1870     | Columbia és Warren megyék.                                                                                                | George McDuffie (1790 – 1851), híres szónok, Dél-Karolina kormányzója.                                                                                             | 21 231 fő       | 260 km² |        |
| McIntosh megye      | 191      | MyIntosh       | 1793     | Liberty megye | Lachlan McIntosh tábornok (1727 – 1806), a függetlenségi háború hőse.                                                                                              | 10 847 fő       | 434 km² |        |
| Meriwether megye    | 199      | Greenville     | 1827     | Troup megye | David Meriwether tábornok (1755 – 1822), a függetlenségi háború hőse, szövetségi kongresszusi képviselő.                                                           | 22 534 fő       | 503 km² |        |
| Miller megye        | 201      | Colquitt       | 1856     | Baker és Early megyék. | Andrew Jackson Miller (1806 – 1856), a Georgiai Orvosi Egyetem elnöke.                                                                                             | 6383 fő         | 283 km² |        |
| Mitchell megye      | 205      | Camilla        | 1857     | Baker megye | Henry Mitchell tábornok (1760 – 1839), a függetlenségi háború hőse.                                                                                                | 23 932 fő       | 512 km² |        |
| Monroe megye        | 207      | Forsyth        | 1821     | 1821-es creek szerzemény.                                                                                                 | James Monroe (1758 – 1831), az Egyesült Államok ötödik elnöke, az 1823-as Monroe-elv megfogalmazója.                                                               | 21 757 fő       | 396 km² |        |
| Montgomery megye    | 209      | Mount Vernon   | 1793     | Washington megye | Richard Montgomery tábornok (1738 – 1775), a függetlenségi háború hőse.                                                                                            | 8270 fő         | 245 km² |        |
| Morgan megye        | 211      | Madison        | 1807     | Baldwin megye | Daniel Morgan tábornok (1736 – 1802), a függetlenségi háború hőse, szövetségi kongresszusi képviselő.                                                              | 15 457 fő       | 350 km² |        |
| Murray megye        | 213      | Chatsworth     | 1832     | Cherokee megye | Thomas W. Murray (1790 – 1832), híres állami törvényhozó. | 36 506 fő       | 344 km² |        |
| Muscogee megye      | 215      | Columbus       | 1826     | 1826-os creek szerzemény.                                                                                                 | Muskogee nép, amihez a Creek és a Seminole indiánok is tartoztak.                                                                                                  | 186 291 fő      | 216 km² |        |
| Newton megye        | 217      | Covington      | 1821     | Henry, Jasper és Walton megyék.                                                                                           | John Newton őrmester (1755 – 1780), a függetlenségi háború hőse.                                                                                                   | 62 001 fő       | 276 km² |        |
| Oconee megye        | 219      | Watkinsville   | 1875     | Clarke megye | Oconee River, a megye keleti határa. | 32 808 fő       | 186 km² |        |
| Oglethorpe megye    | 221      | Lexington      | 1793     | Wilkes megye | James Edward Oglethorpe tábornok (1696 – 1785), Georgia gyarmat alapítója.                                                                                         | 12 635 fő       | 441 km² |        |
| Paulding megye      | 223      | Dallas         | 1832     | Cherokee megye | John Paulding (1759 – 1818), a függetlenségi háború hőse. | 81 678 fő       | 314 km² |        |
| Peach megye         | 225      | Fort Valley    | 1924     | Houston és Macon megyék.                                                                                                  | Közép-Georgia barack-termesztő területén való fekvése. | 23 668 fő       | 151 km² |        |
| Pickens megye       | 227      | Jasper         | 1853     | Cherokee és Gilmer megyék                                                                                                 | Andrew Pickens tábornok (1739 – 1817), a függetlenségi háború hőse, szövetségi kongresszusi képviselő.                                                             | 22 983 fő       | 232 km² |        |
| Pierce megye        | 229      | Blackshear     | 1857     | Appling és Ware megyék | Franklin Pierce (1804–1869), az Egyesült Államok tizennegyedik elnöke.                                                                                             | 15 636 fő       | 343 km² |        |
| Pike megye          | 231      | Zebulon        | 1822     | Monroe megye | Zebulon Pike tábornok (1779 – 1813), felfedező, az 1812. évi háború hőse.                                                                                          | 13 688 fő       | 218 km² |        |
| Polk megye          | 233      | Cedartown      | 1851     | Floyd és Paulding megyék.                                                                                                 | James Knox Polk (1795 – 1849), az Egyesült Államok tizenegyedik elnöke.                                                                                            | 38 127 fő       | 311 km² |        |
| Pulaski megye       | 235      | Hawkinsville   | 1808     | Laurens megye | Kazimierz Pułaski (1748 –1779), lengyel nemes, a függetlenségi háború hőse.                                                                                        | 9588 km²        | 247 km² |        |
| Putnam megye        | 237      | Eatonton       | 1807     | Baldwin megye | Israel Putnam tábornok (1718 – 1790), a függetlenségi háború hőse.                                                                                                 | 18 812 fő       | 344 km² |        |
| Quitman megye       | 239      | Georgetown     | 1858     | Randolph és Stewart megyék.                                                                                               | John Anthony Quitman tábornok (1799 – 1858), a mexikói–amerikai háború hőse.                                                                                       | 2598 fő         | 152 km² |        |
| Rabun megye         | 241      | Clayton        | 1819     | 1819-es cherokee szerzemény.                                                                                              | William Rabun (1771 – 1819), Georgia kormányzója (1817 – 1819). | 15 050 fő       | 371 km² |        |
| Randolph megye      | 243      | Cuthbert       | 1828     | Lee megye | John Randolph of Roanoke (1773 – 1833), szövetségi kongresszusi képviselő.                                                                                         | 7791 fő         | 429 km² |        |
| Richmond megye      | 245      | Augusta        | 1777     | St Paul parish | Charles Lennox, Richmond harmadik hercege (1735 – 1806), aki szimpatizált a gyarmati függetlenség okaival.                                                         | 199 775 fő      | 324 km² |        |
| Rockdale megye      | 247      | Conyers        | 1870     | Henry és Newton megyék.                                                                                                   | Rockdale Church, amit a terület alapzatát képző gránitról kapta a nevét.                                                                                           | 70 111 fő       | 131 km² |        |
| Schley megye        | 249      | Ellaville      | 1857     | Marion és Sumter megyék.                                                                                                  | William Schley (1786 – 1858), Georgia kormányzója (1835 – 1837).                                                                                                   | 3766 fő         | 168 km² |        |
| Screven megye       | 251      | Sylvania       | 1793     | Burke és Effingham megyék.                                                                                                | James Screven tábornok (1744 – 1778), a függetlenségi háború hőse.                                                                                                 | 15 374 fő       | 648 km² |        |
| Seminole megye      | 253      | Donalsonville  | 1920     | Decatur és Early megyék.                                                                                                  | Seminole indiánok. | 9369 fő         | 238 km² |        |
| Spalding megye      | 255      | Griffin        | 1851     | Fayette, Henry és Pike megyék.                                                                                            | Thomas Spalding (1774 – 1851), szövetségi kongresszusi képviselő, állami törvényhozó, agronómus.                                                                   | 58 417 fő       | 198 km² |        |
| Stephens megye      | 257      | Toccoa         | 1905     | Franklin és Habersham megyék.                                                                                             | Alexander Stephens (1812 – 1883), szövetségi kongresszusi képviselő, Georgia kormányzója, és az Amerikai Konföderációs Államok első és egyetlen alelnöke.          | 25 435 fő       | 179 km² |        |
| Stewart megye       | 259      | Lumpkin        | 1830     | Randolph megye | Daniel Stewart tábornok (1759 – 1829), a függetlenségi háború és az 1812. évi háború hőse.                                                                         | 5252 fő         | 459 km² |        |
| Sumpter megye       | 261      | Americus       | 1831     | Lee megye | Thomas Sumter tábornok (1734 – 1832), a függetlenségi háború hőse.                                                                                                 | 33 200 fő       | 485 km² |        |
| Talbot megye        | 263      | Talbotton      | 1827     | Muscogee megye | Matthew Talbot (1762 – 1827), 15 évig Georgia szenátusának tagja, ezen belül két évig a szenátus elnöke, és 1819-ben két hétig Georgia kormányzója.                | 6498 fő         | 393 km² |        |
| Taliaferro megye    | 265      | Crawfordville  | 1825     | Greene, Hancock, Oglethorpe, Warren és Wilkes megyék.                                                                     | Benjamin Taliaferro ezredes (1750 – 1821), szövetségi kongresszusi képviselő, a függetlenségi háború hőse.                                                         | 2077 fő         | 195 km² |        |
| Tattnall megye      | 267      | Reidsville     | 1801     | Montgomery megye | Josiah Tattnall (1764 – 1803), szövetségi szenátor, Georgia kormányzója.                                                                                           | 22 305 fő       | 484 km² |        |
| Taylor megye        | 269      | Butler         | 1852     | Macon, Marion és Talbot megyék.                                                                                           | Zachary Taylor (1784 – 1850), Az Egyesült Államok tizenkettedik elnöke.                                                                                            | 8815 fő         | 378 km² |        |
| Telfair megye       | 271      | McRae          | 1807     | Wilkinson megye | Edward Telfair (1735 – 1807), Georgia második kormányzója az Egyesült Államok alapítása után.                                                                      | 11 794 fő       | 441 km² |        |
| Terrell megye       | 273      | Dawson         | 1856     | Lee és Randolph megyék.                                                                                                   | Dr. William Terrell (1778 – 1855), szövetségi kongresszusi képviselő.                                                                                              | 10 970 fő       | 336 km² |        |
| Thomas megye        | 275      | Thomasville    | 1825     | Decatur és Irwin megyék.                                                                                                  | Jett Thomas tábornok (1776 – 1817), az 1812. évi háború hőse. | 42 737 fő       | 548 km² |        |
| Tift megye          | 277      | Tifton         | 1905     | Berrien, Irwin és Worth megyék.                                                                                           | Nelson Tift ezredes (1810 – 1891), a Konföderációs Államok Haditengerészetének kapitánya, szövetségi kongresszusi képviselő.                                       | 38 407 fő       | 265 km² |        |
| Toombs megye        | 279      | Lyons          | 1905     | Emanuel, Tattnall és Montgomery megyék.                                                                                   | Robert Toombs tábornok (1810 – 1885), szövetségi szenátor a Konföderációs Államok külügyminisztere.                                                                | 26 067 fő       | 367 km² |        |
| Towns megye         | 281      | Hiawassee      | 1856     | Rabun és Union megyék. | George Washington Towns (1801 – 1854), Georgia kormányzója az antabellium periódus idején.                                                                         | 9319 fő         | 166 km² |        |
| Treutlen megye      | 283      | Soperton       | 1917     | Emanuel és Montgomery megyék.                                                                                             | John A. Treutlen (1726 – 1782), Georgia első választott kormányzója (1777 – 1778).                                                                                 | 6854 fő         | 201 km² |        |
| Troup megye         | 285      | Lagrange       | 1826     | 1826-os creek szerzemény.                                                                                                 | George M. Troup (1780 – 1856), Georgia kormányzója (1823 – 1827) és szövetségi szenátor.                                                                           | 58 779 fő       | 414 km² |        |
| Turner megye        | 287      | Ashburn        | 1905     | Dooly, Irwin, Wilcox és Worth megyék.                                                                                     | Henry Gray Turner kapitány (1839 – 1904), szövetségi kongresszusi képviselő, a polgárháború hőse.                                                                  | 9504 fő         | 286 km² |        |
| Twiggs megye        | 289      | Jeffersonville | 1809     | Wilkinson megye | John Twiggs tábornok (1750 – 1816), a függetlenségi háború hőse és Georgia kormányzója.                                                                            | 10 590 fő       | 360 km² |        |
| Union megye         | 291      | Blairsville    | 1832     | Cherokee megye | Az államok szövetsége. | 17 289 fő       | 323 km² |        |
| Upson megye         | 293      | Thomaston      | 1824     | Crawford és Pike megyék.                                                                                                  | Stephen Upson (1786 – 1824), állami törvényhozó. | 27 597 fő       | 326 km² |        |
| Walker megye        | 295      | Lafayette      | 1833     | Murray megye | Freeman Walker őrnagy (1780 – 1827), szövetségi szenátor (1819 – 1821).                                                                                            | 61 053 fő       | 446 km² |        |
| Walton megye        | 297      | Monroe         | 1818     | 1818-as creek szerzemény.                                                                                                 | George Walton (1749 – 1804), Georgia egyik delegáltka a Kontinentális Kongresszuson, a függetlenségi nyilatkozat aláírója.                                         | 60 687 fő       | 329 km² |        |
| Ware megye          | 299      | Waycross       | 1824     | Appling megye | Nicholas Ware (1769 – 1824), szövetségi szenátor (1821 – 1824). | 35 483 fő       | 903 km² |        |
| Warren megye        | 301      | Warrenton      | 1793     | Columbia, Hancock, Richmond és Wilkes megyék.                                                                             | Joseph Warren tábornok (1741 – 1775), a függetlenségi háború hőse.                                                                                                 | 6336 fő         | 286 km² |        |
| Washington megye    | 303      | Sandersville   | 1784     | 1783-as creek szerzemény.                                                                                                 | George Washington (1732 – 1799), az Egyesült Államok első elnöke, illetve tábornokként is kiérdemelte a névadást.                                                  | 21 176 fő       | 680 km² |        |
| Wayne megye         | 305      | Jesup          | 1803     | 1802-es creek szerzemény.                                                                                                 | Anthony Wayne tábornok (1745 – 1796), avagy ’Őrült Athony Wayne". Szövetségi kongresszusi képviselő, a függetlenségi háború és az északnyugati indián háború hőse. | 26 565 fő       | 645 km² |        |
| Webster megye       | 307      | Preston        | 1853     | Stewart (korábban Kinchafoonee) megye                                                                                     | Daniel Webster (1782 – 1852), külügyminiszter. | 2390 fő         | 210 km² |        |
| Wheeler megye       | 309      | Alamo          | 1912     | Montgomery megye | Joseph Wheeler tábornok (1836 – 1906), szövetségi kongresszusi képvisel, a polgárháború és a spanyol-amerikai háború hőse.                                         | 6179 fő         | 298 km² |        |
| White megye         | 311      | Cleveland      | 1857     | Habersham megye | John White ezredes, a függetlenségi háború hőse. | 19 944 fő       | 242 km² |        |
| Whitfield megye     | 313      | Dalton         | 1851     | Murray megye | George Whitefield (1714 – 1770), a Bethesda Árvaház alapítója Svannah közelében.                                                                                   | 83 525 fő       | 290 km² |        |
| Wilcox megye        | 315      | Abbeville      | 1857     | Dooly, Irwin és Pulaski megyék.                                                                                           | Mark Wilcox tábornok (1800 – 1850), katona, állami törvényhozó. | 8577 fő         | 380 km² |        |
| Wilkes megye        | 317      | Washington     | 1777     | 1773-as Cherokee és Creek szerzemény.                                                                                     | John Wilkes (1727 – 1797), a brit parlament tagja, aki szimpatizált az amerikai függetlenség okaival.                                                              | 10 687 fő       | 471 km² |        |
| Wilkinson megye     | 319      | Irwinton       | 1803     | 1802-es és 1805-ös creek szerzemény.                                                                                      | James Wilkinson tábornok (1757 – 1825), a függetlenségi háború és az 1812. évi háború hőse.                                                                        | 10 220 fő       | 447 km² |        |
| Worth megye         | 321      | Sylvester      | 1853     | Dooly és Irwin megyék. | William J. Worth tábornok (1794 – 1849), a mexikói–amerikai háború hőse.                                                                                           | 21 967 fő       | 570 km² |        |